# 128323 Peterwolff
128323 Peterwolff este o planetă minoră (asteroid) din centura de asteroizi. A fost descoperită pe 15 martie 2004 la Catalina Station⁠(d) de Catalina Sky Survey. 
Obiectul prezintă o orbită caracterizată de o semiaxă mare de 2,1576277111482 UAi, o excentricitate de 0,21, o înclinație de 3,9 ° în raport cu ecliptica.